# كيست
كيستيّون (باللغة الجورجيّة: ქისტები كيستيبي ،بالروسيّة: Кисти́нцы كيستينتسي) شعب ناخي يعيش في وادي بانكيسي في المنطقة الشرقيّة من محافظة كاخيتي الجورجيّة، يبلغ تعدادهم حوالي 7000 شخص، يشبهون إلى حد كبير ثقافيّاً وعرقيّاً ولغويّاً الشعب الشيشاني والأنغوشي، معظم الكيستيّون مسلمون سنّة كما توجد أقليّة صغيرة مسيحيّة أرثوذكسية.